# Lema nepalica
Lema nepalica es una especie de insecto coleóptero de la familia Chrysomelidae.
Fue descrita científicamente en 2003 por Medvedev.